# Herculaneum (Misuri)
Herculaneum es una ciudad ubicada en el condado de Jefferson en el estado estadounidense de Misuri. En el Censo de 2010 tenía una población de 3468 habitantes y una densidad poblacional de 326,9 personas por km².

## Geografía
Herculaneum se encuentra ubicada en las coordenadas 38°15′27″N 90°23′35″O / 38.25750, -90.39306. Según la Oficina del Censo de los Estados Unidos, Herculaneum tiene una superficie total de 10.61 km², de la cual 10.52 km² corresponden a tierra firme y (0.88%) 0.09 km² es agua.

## Demografía
Según el censo de 2010, había 3468 personas residiendo en Herculaneum. La densidad de población era de 326,9 hab./km². De los 3468 habitantes, Herculaneum estaba compuesto por el 95.44% blancos, el 1.76% eran afroamericanos, el 0.29% eran amerindios, el 1.07% eran asiáticos, el 0% eran isleños del Pacífico, el 0.29% eran de otras razas y el 1.15% pertenecían a dos o más razas. Del total de la población el 0.89% eran hispanos o latinos de cualquier raza.